# Comondú
Comondú è uno dei 5 comuni dello stato della Bassa California del Sud, Messico; si estende per un'area di 33.092 km² con una popolazione di 63.830 abitanti secondo il censimento del 2005. Confina a nord con il comune di Mulegé, a est con il comune di Loreto e con il Golfo di California, a sud con comune di La Paz e a ovest con l'Oceano Pacifico.

## Località principali
- Ciudad Constitución. Fondata il 10 maggio 1953. Nel 1960 fu elevata al rango di capoluogo del comune di Comondú. Dista circa 210 km dalla capitale e conta 37.221 abitanti secondo il censimento del 2005.
- Ciudad Insurgentes. Fondata nel 1955. Ha una popolazione di 7.080 abitanti e dista circa 26 km da Ciudad Constitución.
- Puerto San Carlos. Fondata nel 1967. Ha una popolazione di 3.644 abitanti e dista circa 58 km da Ciudad Constitución.
- Puerto Adolfo López Mateos. Ha una popolazione di 2.171 abitanti e dista circa 62 km da Ciudad Constitución.
- Villa Ignacio Zaragoza. Ha una popolazione di 1.023 abitanti e dista circa 40 km da Ciudad Constitución.
- San Isidro. Fondata negli anni trenta. Ha una popolazione di 488 abitanti e dista circa 144 km da Ciudad Constitución.
- La Purísima. Fondata nel 1702. Ha una popolazione di 434 abitanti e dista circa 435 km da Ciudad Constitución

## Cronologia dei governatori
| Presidente comunale                   | Periodo   |
| ------------------------------------- | --------- |
| Ricardo Santos Santos                 | 1972-1974 |
| Daniel Moska Masaki                   | 1975-1977 |
| Eligio Soto López                     | 1978-1980 |
| Alfredo Polanco Olguín                | 1981-1983 |
| Gabriel Renero Lara                   | 1984-1986 |
| Luis Jaime Farías Tuchman             | 1987-1990 |
| Ricardo Covarrubias Villaseñor        | 1990-1993 |
| Alfredo Martínez Cordoba              | 1993-1996 |
| Ricardo Garza Espíritu                | 1996-1999 |
| Francisco Javier Obregón Espinoza     | 1999-2002 |
| Javier Gallo Reyna                    | 2002-2005 |
| Marcos Alberto Covarrubias Villaseñor | 2005-2008 |
| Joel Villegas Ibarra                  | 2008-2011 |
| Venustiano Pérez Sánchez              | 2011-2014 |
| Antonio Ojeda Molina                  | 2015-2015 |
| Francisco Pelayo Covarrubias          | 2015-2018 |
| José Walter Valenzuela Acosta         | 2018-     |